# Alexandru Plagino
Alexandru C. Plagino, alternativ Plajino (n. 21 august 1821 – d. 4 octombrie 1894, Plăginești, Râmnicu-Sărat, România) a fost un om politic român, din secolul al XIX-lea, originar din Muntenia.

## Biografie

### Familia
S-a născut într-o familie boierească de origine greacă. Părinții săi au fost marele postelnic Constantin Plagino și soția sa, Eufrosina Plagino (n. Moruzi), fiica fostului domnitor Alexandru Moruzi.

### Politician
A devenit paharnic în 1840 și agă în 1850. Plagino a fost prefect al poliției din București în 1850-1851 și a fost făcut mare logofăt în 1852. El a servit ca secretar de stat în perioada 1854-1856. După Unirea Principatelor, a îndeplinit funcția de ministru de finanțe în guvernul Țării Românești din iulie 1861 până în ianuarie 1862, sub conducerea lui Dimitrie Ghica, apoi a fost membru în Adunarea Electivă (1862) și vicepreședinte al Corpului Ponderator (5 decembrie 1865).

### Președintele Senatului României
Plagino a făcut parte din adunarea constituantă din 1866 și a fost ales atât senator (din 1866), cât și deputat (1871). El a îndeplinit funcția de președinte al Senatului din 3 septembrie 1869 până în 4 martie 1871. În timpul Războiului de Independență al României, el a servit drept comisar general pe lângă  Marele Cartier General al Armatei Imperiale Ruse în perioada aprilie - iulie 1877. El a fost trimis apoi în misiune la Madrid și Lisabona, cu scopul de a notifica curțile regale de acolo de proclamarea independenței României, și a petrecut anul 1879 și începutul anilor 1880 în Peninsula Iberică. A fost apoi trimis extraordinar și ministru plenipotențiar în Italia (1885-1891) și în Marea Britanie (1891-1893). El a murit în 4 octombrie 1894 la Plăginești.